# Heliocypha yunnanensis
Heliocypha yunnanensis är en trollsländeart som beskrevs av Zhou 2004. Heliocypha yunnanensis ingår i släktet Heliocypha och familjen Chlorocyphidae. Inga underarter finns listade i Catalogue of Life.